# 初恋通り P.M.3:00
『初恋通り P.M.3:00』（はつこいどおり ピーエムさんじ）は、長浜幸子による日本の漫画作品。

## 概要
『なかよし』（講談社）にて連載された。

## 書誌情報
- 初恋通り P.M.3:00、初版発行日 1977年12月5日
  - 狼ちゃんのバースデー／さそり座生まれのコスモスちゃん（1977年10月号）／ランドリーボックスの夢（1977年7月号）／サーモンピンクの午後に…（1977年5月号）／十六歳未満おことわり（1977年8月号）